# Institut d'alphabétisation et de réapprentissage de la langue basque aux adultes

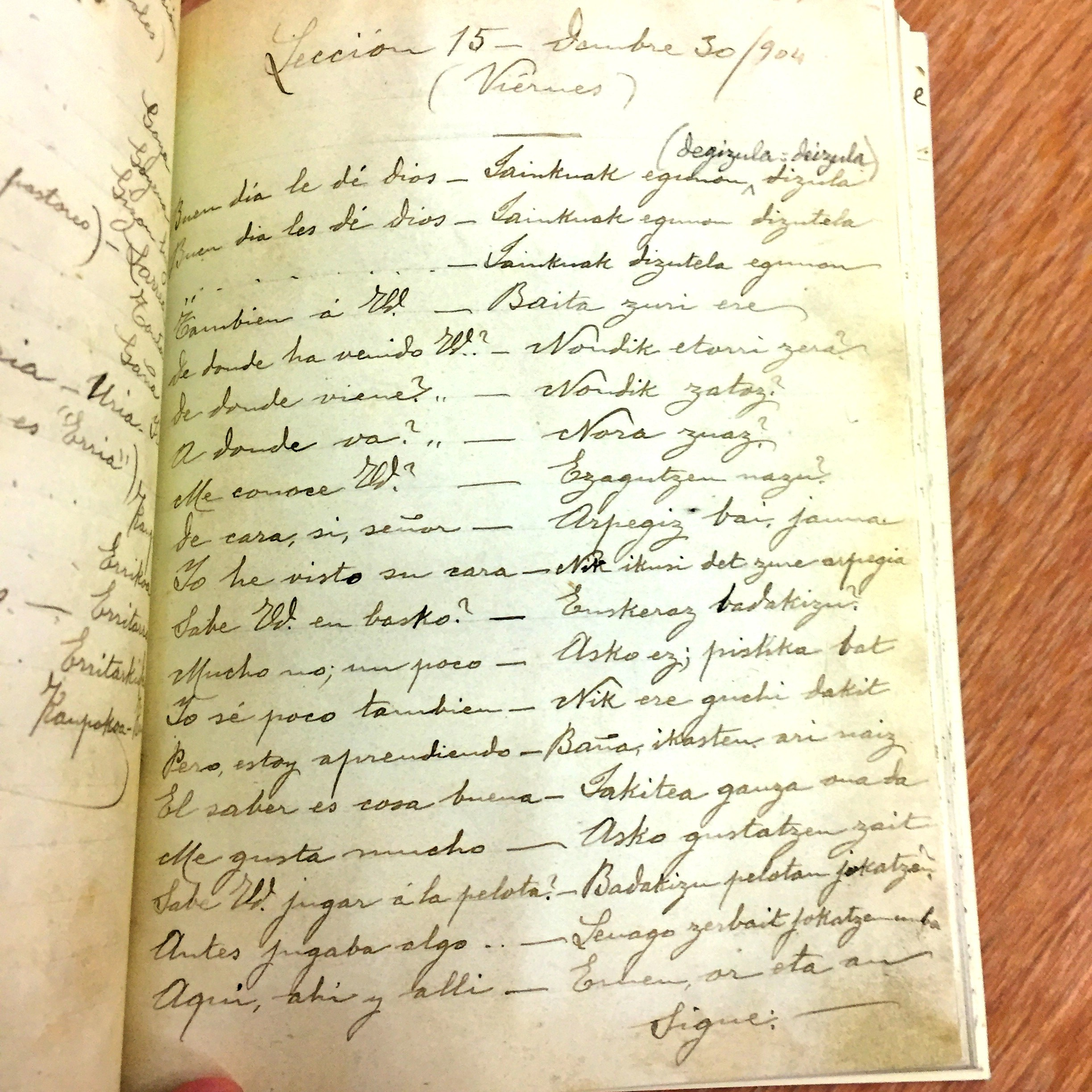

L'Institut d'alphabétisation et de réapprentissage de la langue basque aux adultes (en basque : Helduen Alfabetatze eta Berreuskalduntzerako Erakundea ou HABE) est une institution du gouvernement basque, qui travaille pour aider les adultes à apprendre la langue basque. Son siège social est à Donostia.